# 拉斯贝克
拉斯贝克是德国石勒苏益格－荷尔斯泰因州的一个市镇。总面积12.40平方公里，总人口1175人，其中男性582人，女性593人（2011年12月31日），人口密度95人/平方公里。